# カルロス・ゴーン
カルロス・ゴーン・ビシャラ（フランス語: Carlos Ghosn Bichara、アラビア語: كارلوس غصن بشارة、1954年（昭和29年）3月9日 - ）はブラジル出身の実業家。
2004年に藍綬褒章を受章。ルノー、日産自動車、三菱自動車工業の株式の相互保有を含む戦略的パートナーシップを統括する「ルノー・日産・三菱アライアンス」の社長兼最高経営責任者（CEO）を務めていた。金融商品取引法違反および特別背任の疑いで起訴されたのち、保釈中に国外へ逃亡し、現在公判停止中となっている。

## 来歴

### 出身と教育
1954年3月9日、ポルト・ヴェーリョ生まれ。
祖父ビシャラ・ゴーン（Bichara Ghosn）は、レバノンで生まれ13歳でブラジルへ移住し、ブラジル北部、ブラジルとボリビア国境近くのロンドニア州の奥地サン・ミゲウ・ド・グアポレでゴム産業に参入。最終的には農産物を売買する会社のオーナーとなった。
レバノン系ブラジル人である父、ジョルジ・ゴーン（Jorge Ghosn）はロンドニア州の州都ポルト・ヴェーリョに居を構え、同じくナイジェリア生まれのレバノン人の女性と結婚。一部報道によれば、ジョルジ・ゴーンは神父を殺害した犯人のひとりとして1961年に死刑判決を受けたが、後に禁固15年に減刑され1970年に出所したものの、間もなく偽札製造の罪で逮捕され、禁固3年（別の報道では禁固15年）の刑に処された。その後、1975年に勃発したレバノン内戦の混乱に乗じてレバノンからブラジルへ移住したものと報じられている。
2歳頃に不衛生な水を摂取したことで病気となり、母親とともにリオ・デ・ジャネイロに移転。カルロスが6歳の時、彼の3人の姉妹と母とともに、祖父の母国であるレバノン・ベイルートに転居し、ベイルートのコレージュ・ノートル・ダム・ド・ジャンブールで中等教育を受ける。
18歳でパリのリセ・スタニスラスのグランゼコール準備級（プレパ）に進学し、リセ・サン＝ルイにも学ぶ。その後、理工系トップのエコール・ポリテクニーク（1974年期）に入学し、1977年にはパリ国立高等鉱業学校（エコール・デ・ミンヌ）より技師免状を取得する。

### 実業家として

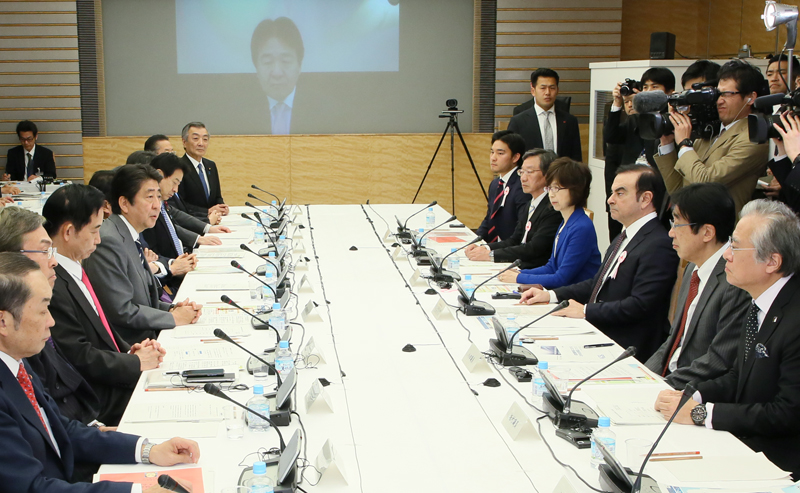
2017年2月21日、内閣総理大臣官邸にて内閣総理大臣安倍晋三（左から4人目）ら第3次安倍第2次改造内閣の閣僚と会談

パリ国立高等鉱業学校卒業後、1978年、ミシュラン入社。フランス国内で工場長、産業用タイヤ部門研究開発責任者を経て、1985年に30歳の時に3億ドルの市場を持つ南米ミシュランの最高執行責任者（COO）に任命された。
生地ブラジルに戻ったゴーンは、彼に操業の立て直しを命じたフランソワ・ミシュランに、ブラジルのハイパーインフレ 下における事業の不採算性と困難について直訴している。その中で、南米事業部におけるフランス、ブラジル、その他多国籍の従業員の間での最良な業務形態を模索し、クロスファンクショナルマネージメントチームを結成。このブラジルでの多文化体制下での経験は、後にゴーンの経営理念の核となるクロス・カルチャーな経営スタイルと強さの基盤を形成した。「人は多様性から学び、そして共通性に安らぎを感じる。」とゴーンは語っている。
1989年、南米事業部を黒字転換させた後、ミシュランの北米事業部の社長兼（COO）に選ばれ、家族を伴い米国サウスカロライナ州グリーンビルへと移転。1990年にミシュランの北米の最高経営責任者（CEO）に昇格する。1996年に、ルノーの上席副社長にヘッドハンティングされ、再びフランスへと居を移したが、1999年にルノーと日産の資本提携が行われた後、ルノーでの役職も維持しながら日産の最高執行責任者（COO）に就任。家族とともに日本に移住した。
米フォーブス誌には「過酷な競合が繰り広げられる世界の自動車業界において最も多忙な男」と呼ばれ、日本のメディアからは「セブンイレブン（早朝から深夜まで非常にハードに働く）」と称され、パリと東京の両拠点での職務に自らの時間を分割するゴーンの航空移動距離は、一年で約15万マイルにのぼる。
マルチリンガルで、アラビア語とフランス語、英語、スペイン語、ポルトガル語（ブラジルポルトガル語）の5言語を流暢に話す。さらに日本語も学んでおり、日産自動車社内で自らの肉声で語る際には、あえて日本語での演説を行うようにしているという。ブラジルとフランス両国の市民権を有し、また少年期10年の間居住し、初中等教育を修了したレバノンとの強い繋がりも維持している。レバノン北部海岸沿いの街 Batrounにある環境に配慮したワイン農場で、ワインの輸出も行う「IXSIR」に出資している。
2018年11月、金融商品取引法違反で東京地検特捜部に逮捕され、日産、三菱の会長職を解任される。2019年1月、特別背任罪で追起訴された。
2019年1月、ルノーの会長職を辞職。
2019年4月、日産自動車の取締役を解任される。
2019年12月、関西国際空港から音響機材搬送用の箱に隠れて自分のビジネスジェットで密出国、レバノンへ逃亡する。
レバノンではベイルートの高級住宅に入居したが、この物件の居住権については所有権を主張する投資会社との間で裁判となった。2023年、レバノンの裁判所は投資会社側の主張を認め、カルロス・ゴーンと妻に対して1か月以内の退去を命じた。
2020年1月のロイター通信により、同時点ではレバノン国内の金融危機の影響で1週間当たり数百ドル前後しか現金を手に入れられない可能性があると報じられた。
2025年7月22日、フランスの予審判事は、ルノーと日産の企業連合の統括会社がラシダ・ダティ文化相に多額の弁護士報酬を支払っていたとして、汚職などの罪でゴーンとダティを起訴した。

## 人物

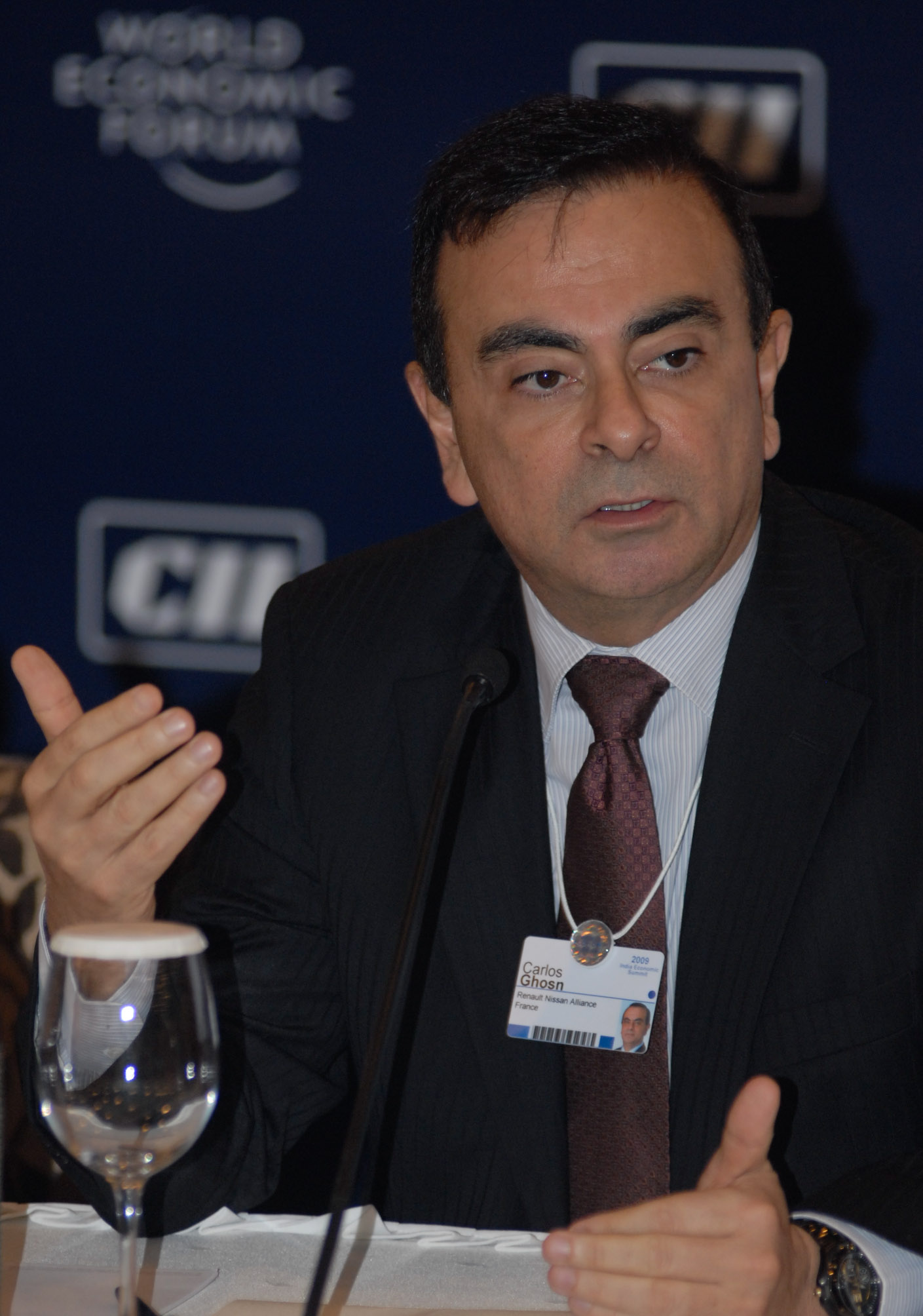
2009年11月8日、世界経済フォーラムインド経済サミットにて

両親はレバノン人で、ブラジルで誕生。幼少期をブラジルで過ごし、中等教育は父の母国であるレバノンのベイルートで受けた。フランスの工学系グランゼコールの一つであるパリ国立高等鉱業学校を卒業した後、フランス大手タイヤメーカー、ミシュランに入社し18年間在籍。
ミシュラン社での業績が評価され、ルノーに上席副社長としてスカウトされ、同社の再建にも貢献した。
1999年3月、当時経営と財政危機に瀕していた日産がルノーと資本提携を結び、同年6月、ルノーの上席副社長の職にあったゴーンが、ルノーにおけるポジションを維持しつつ、日産自動車の最高執行責任者（COO）に就任。後に日産自動車の社長兼最高経営責任者（CEO）、ルノーの取締役会長兼CEO（PDG）、ルノー・日産アライアンスの会長兼最高経営責任者（CEO）に就任。
「コストキラー」「ミスター調整（FIX IT）」 などの異名をとるゴーンは、日産再建に向け社員とともに「日産リバイバルプラン」を作成。短期間で日産の経営立て直しを果たし、2003年にフォーチュン誌は、ゴーンを「アメリカ国外にいる10人の最強の事業家の一人」と称している。2013年6月から2016年6月には、ロシアの自動車メーカのアフトヴァース会長も務めていた。
レバノンとブラジルとフランスの多重国籍を有する。
2016年10月より、ゴーンはルノー・日産アライアンスに加わった三菱自動車工業の代表取締役会長に就任。2017年2月23日、日産自動車は同年4月1日付で副会長兼共同CEOの西川廣人が代表取締役社長兼CEOに就任することを発表した。ゴーンは引き続き日産の代表取締役会長を務め、アライアンス全体の経営に注力する。
2020年8月4日に発生したベイルート港爆発事故において、ゴーンと妻のキャロルは無事であったが、逃亡先の住居は破壊された。
吝嗇と思われるエピソードがいくつかあり、外国のワインを日本に輸入する際、数千円ほどの関税を払うのを渋ったことやヨットやジェット機の使用料、家族で食べた高級寿司の代金、家族旅行費なども日産側に払わせていた

### 公開されている個人情報
ゴーンは1984年から2010年まで リタ（Rita）と結婚していて、子供は女子3人（Caroline、Maya、Nadine）、男子は1人（Anthony）がある。リタは『ゴーン家の家訓』（集英社、2006年）を出版しており、夫を「透徹した批判眼の持ち主であり、最も信頼できるパートナー」と述べている。
2016年5月、ガールフレンドのキャロル・ナハス（Carole Nahas）と再婚し、同時にゴーンの60歳の誕生日祝いも兼ねて、結婚披露宴をベルサイユ宮殿の大トリアノン城で行なっている。
ゴーンの個人住居は6軒、東京、パリ、ベイルート、リオデジャネイロ、アムステルダム、ニューヨークにあり、購入費用は日産自動車に負担させていると様々なメディアが伝えている。

## ビジネスにおけるキャリア

### ミシュラン
大学卒業後、1978年に欧州最大のタイヤメーカー、ミシュラン(Michelin)に入社。3年目の1981年に、27歳でフランス国内のル・ピュイ工場の工場長に抜擢され、1984年に同社の産業用タイヤ部門の研究開発ヘッドを務めた。翌1985年には、ブラジルを拠点とするミシュランの南米事業の最高執行責任者（COO）に任命された。
5年後の1990年、35歳でミシュランの北米事業部の社長兼最高経営責任者（CEO）に就任し、ユニロイヤル・グッドリッチタイヤ社を買収後のリストラを主導するなど、18年間のミシュラン在籍期間中、重要な役職を歴任した。

### ルノー
1996年、ルノー会長（当時）のルイ・シュバイツァーからスカウトされ、購買、研究、先進技術のエンジニアリングと開発、製造、および南米ルノーのスーパーバイジング担当の上席副社長として、ルノーに入社。シュバイツァー自身、国営自動車会社ルノーの時代に経営再建の為、請われてフランス予算省の上級官僚から転職した人物。ルノーは過激左派組織のテロなど、フランス国内外での混乱を生じながらも民営化し、民営化後も人員削減を押し進め、いったんは国内集中にシフトしていた事業展開を再び国際化へと方針転換していた最中で、ゴーンの手腕をかったシュバイツァー会長が自らヘッドハンティングを行った。
ルノーに入社したゴーンは、ベルギーのビルボールド工場閉鎖など不採算事業所の閉鎖や、調達先の集約などで経費の圧縮を進め、赤字だったルノーの経営を数年で黒字へと転換。これによりゴーンは「コストカッター」「コストキラー」の異名を拝するようになった。ルノーでの部下にディディエ・ルロワトヨタ自動車取締役副社長などがいる。

### ルノー・日産の資本提携と日産の復活

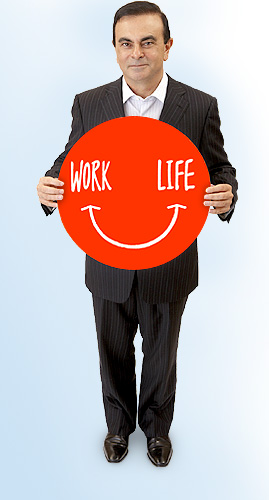
麻生内閣の「仕事と生活の調和推進プロジェクト」に参画

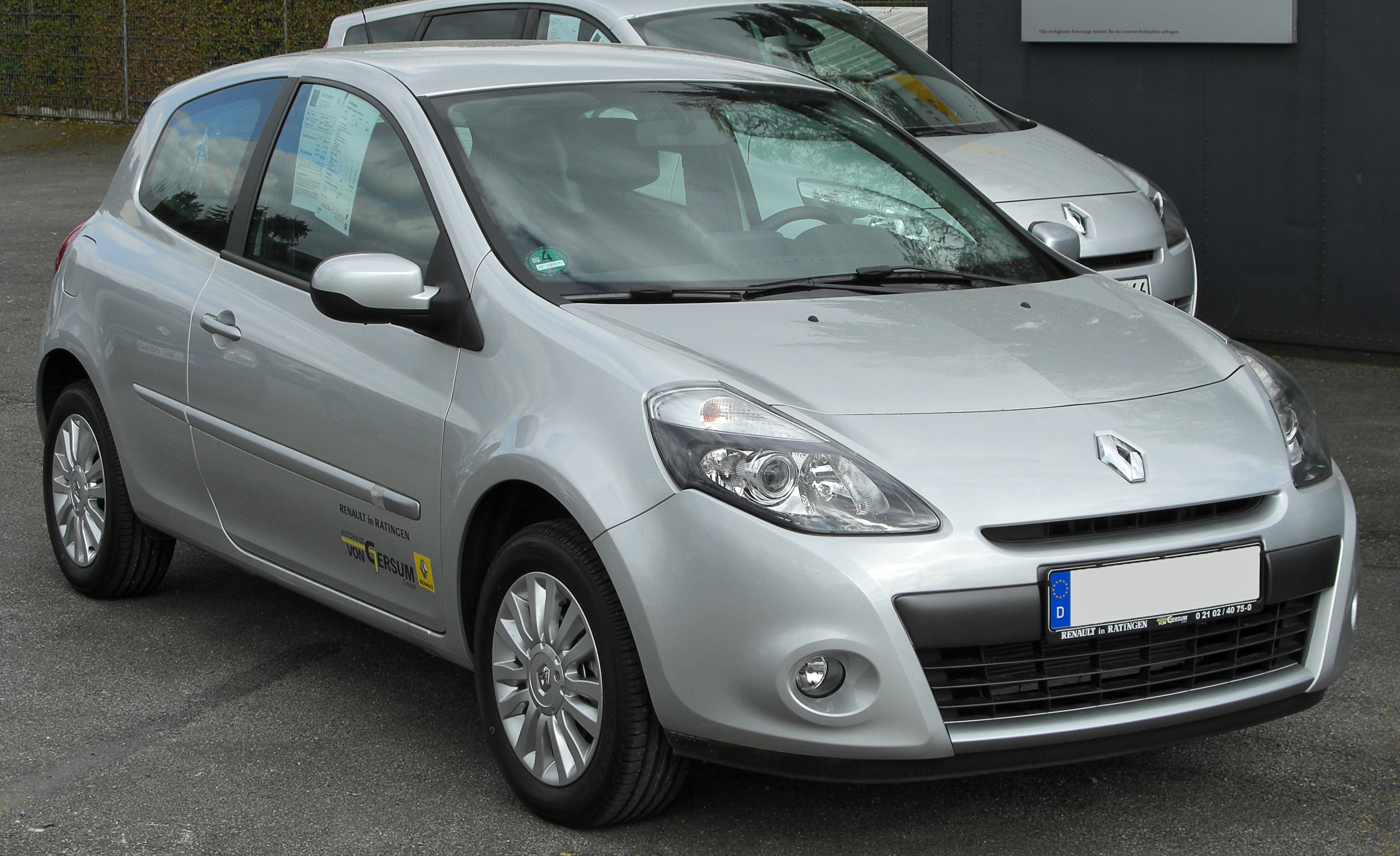
ルノーと日産自動車の共通のプラットフォームを使用するルノー・クリオ（日本名 ルノー・ルーテシア）

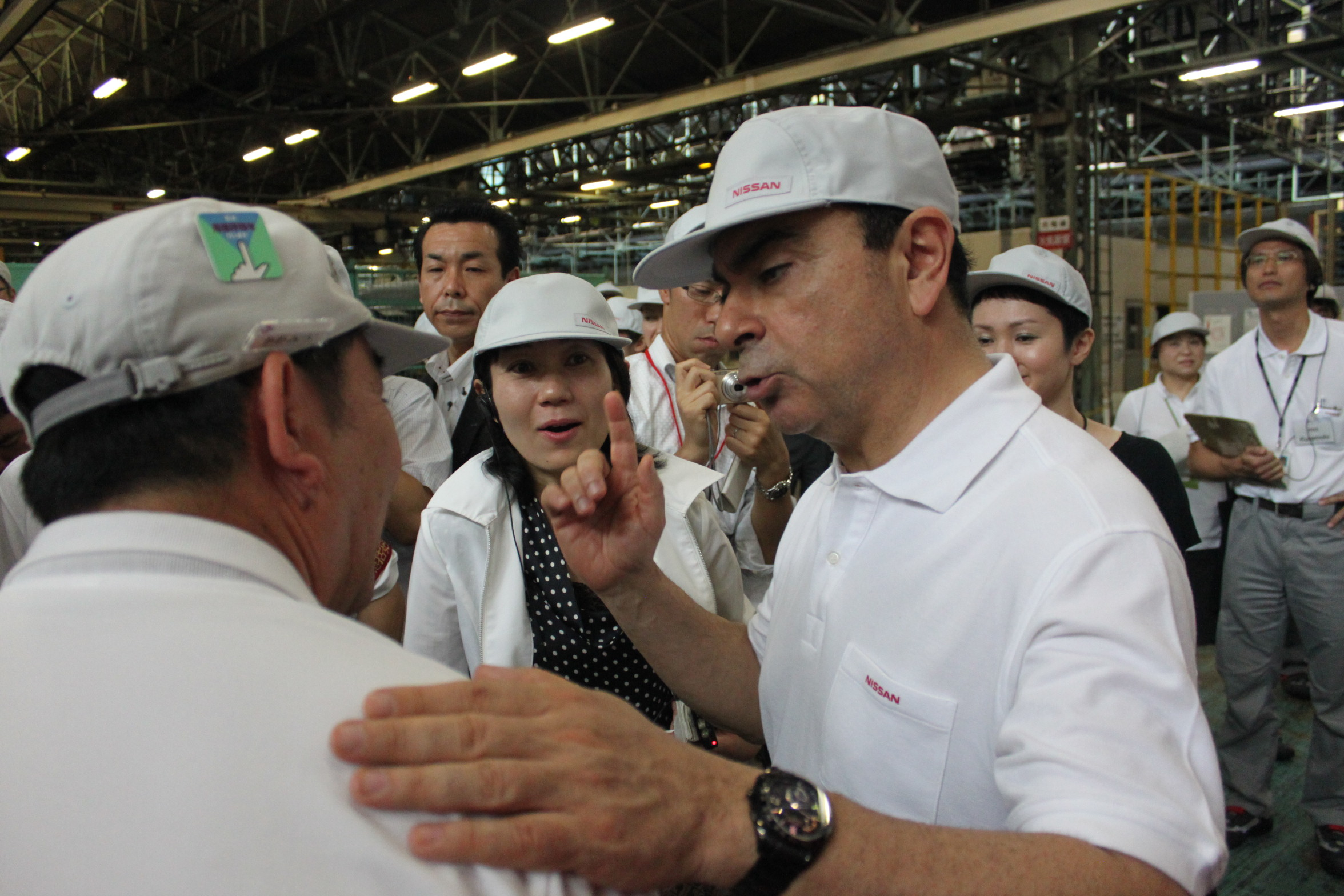
本牧埠頭を視察するゴーン（2011年7月）

1999年3月27日にルノーが日産の株式の36.8%を取得し、ルノーと日産の間で資本提携が結ばれ、同年6月、ゴーンはルノーにおける役割を維持したままで、最高執行責任者（COO）として日産に入社した。翌年2000年6月に日産自動車の取締役に就任。さらに2001年6月に日産の最高経営責任者（CEO）に選出された。
ゴーンが入社した当時の日産は約2兆円（200億ドル）の有利子負債を抱え、国内販売でもラインナップされた46モデル中、3モデルだけが利益をあげている状況だった。ルノーからの巨額な資金投入が行われた上で、ゴーンの指揮下、両社の間でプラットフォームやエンジン、トランスミッションなどの部品の共通化、購買の共同化などを通じて両社のコストダウンを行う。
「日産リバイバルプラン」の下、東京都武蔵村山市にあった日産自動車村山工場などの生産拠点の閉鎖 や子会社の統廃合、航空宇宙機など余剰資産の売却 や21,000人（総従業員の14％）を目標とした早期退職制度による人員の削減など大幅なリストラを行った。同時に新車種の投入、インテリア・エクステリアデザインの刷新やブランドイメージの一新などの計画を次々に敢行。また、鋼板調達先を選別強化・集約しコスト削減を図ったことは「ゴーンショック」と呼ばれ、日本の鉄鋼業界再編の契機となった。
日産自動車社内の公式言語を日本語から英語に変更し、初めてのキー・グローバル戦略会議は、ヨーロッパや北米の幹部も出席して開催された。日本の商慣習にとらわれない過激な手法に、米ウォール・ストリート・ジャーナル紙が「公共の怒りの対象となる」とのコメントを掲載するなど、先行きを危惧する声も少なからずあったが、ゴーンは自らテレビコマーシャル出演し、インタビューに応えるなど、積極的にメディアに登場。
残された日産自動車社員および株主・関係者への配慮を見せ、日産自動車株主総会を日本語で行うなど、全ての利害関係者に向けて社内改革をアピールした。その結果、1998年には約2兆円あった有利子負債を、2003年6月には全額返済（社債を発行して、銀行からの借入金を全部返済している）。1999年度には1.4%であったマージンは2003年度には11.1%へと増加させる成果をあげ、12%前後まで落ちた国内シェアを20%近くまで回復させた。
同時に、2002年にゴーンが打ち立てた3か年経営計画「日産180」（全世界での売上台数を100万台増加させ、8%の営業利益率を達成し、自動車関連の実質有利子負債をなくす）における販売台数目標達成のために、計画終了（2005年9月30日）前に集中して新型車投入を行ったことによる、計画終了以降の国内販売台数の深刻な低迷や、「ゴーン以前」に入社した居残り組と、「ゴーン後」に入社した中途採用組の社内闘争など、深刻な問題を残したままの親会社への復帰に疑問の声も上がっている。
2005年5月には、ルノーの取締役会長兼CEO（PDG）にも選ばれ、これによりゴーンはルノーと日産というフォーチュン・グローバル500にリストされる2社を同時に率いる世界で初めてのリーダーとなった。ゴーンは両社の株式持ち合いと同等所有権を含む戦略的パートナーシップを統括するルノー・日産アライアンスの社長兼最高経営責任者（CEO）も兼務している。2010〜2014年の間、ルノー・日産アライアンス(AvtoVAZを含めた)は、全世界自動車市場の約10%のシェアを維持し続けている。2014年の時点でアライアンスは世界第4位の自動車グループとなった。
2006年以降、関連会社の日産と歩調をあわせるようにルノーの業績も悪化していることもあり、ルノーの取締役会長兼CEO（PDG）になった後の2006年2月には、日産に対するリストラのような従業員の解雇を行わずに、2009年の販売台数を2005年の約250万台から80万台多い330万台とし、2009年の売上高に対する営業利益率を6%にするという内容の中期経営計画「ルノー・コミットメント2009」を発表した。
2011年3月11日、大規模自然災害となった東日本大震災が発生した。ゴーンは地震と津波による被害の復旧支援活動を率先して行う に留まらず、震災による打撃とともに、福島第一原子力発電所事故の影響下にあった、福島いわきエンジン工場の操業回復をいち早く決定。再構築を推進、奨励する為、自ら頻繁にテレビ番組などに登場した。さらに、2011年5月にゴーンは、最低100万台の日本国内での自動車およびトラック生産をコミット。
2012年6月に、OAO AvtoVAZの取締役会の副会長に選ばれ、翌2013年6月には会長に任命された ルノーは、2008年に、会社の25％の株式を取得した後、OAO AvtoVAZ との戦略的パートナーシップを始めていた さらに、極度の経営不振の状態にあった日産自動車を立て直したということで、他社の社外取締役に招聘されている。
2013年6月に、ゴーンはロシアの会社アフトワズの会長に任命された。ゴーンは2016年6月まで、この地位を保持した。2018年に、特別背任の疑いで、グレッグ・ケリーとともに日産の会長を解雇された。特別背任の容疑があるため4度再逮捕された

### 三菱
2016年10月、日産は三菱自動車工業の34%の投資買収を完了した。ゴーンはルノー・ 日産における地位に加え三菱の会長として就任した。これは燃費データ改竄における長期に渡る不祥事と、その影響からの利益減収回復を図ることを目的とする。日産三菱パートナーシップは、三菱の電気自動車における共同開発開発も含んでいる。ルノー・日産・三菱の提携は、トヨタ自動車、フォルクスワーゲン、ゼネラルモーターズに続く自動車グループとしては、世界第4位の地位を確立した。

### アドバイザー関連
2015年までブラジルの銀行バンコ・イタウの国際諮問委員を務めた。中国の清華大学の経済管理学院顧問委員、ベイルートのアメリカン大、セント・ジョセフ大学の戦略会議メンバーを務めている。2014年5月には欧州自動車工業会の会長に選出され、ゴーンは世界経済フォーラムの知事としての役割を果たす。

## パーソナリティ

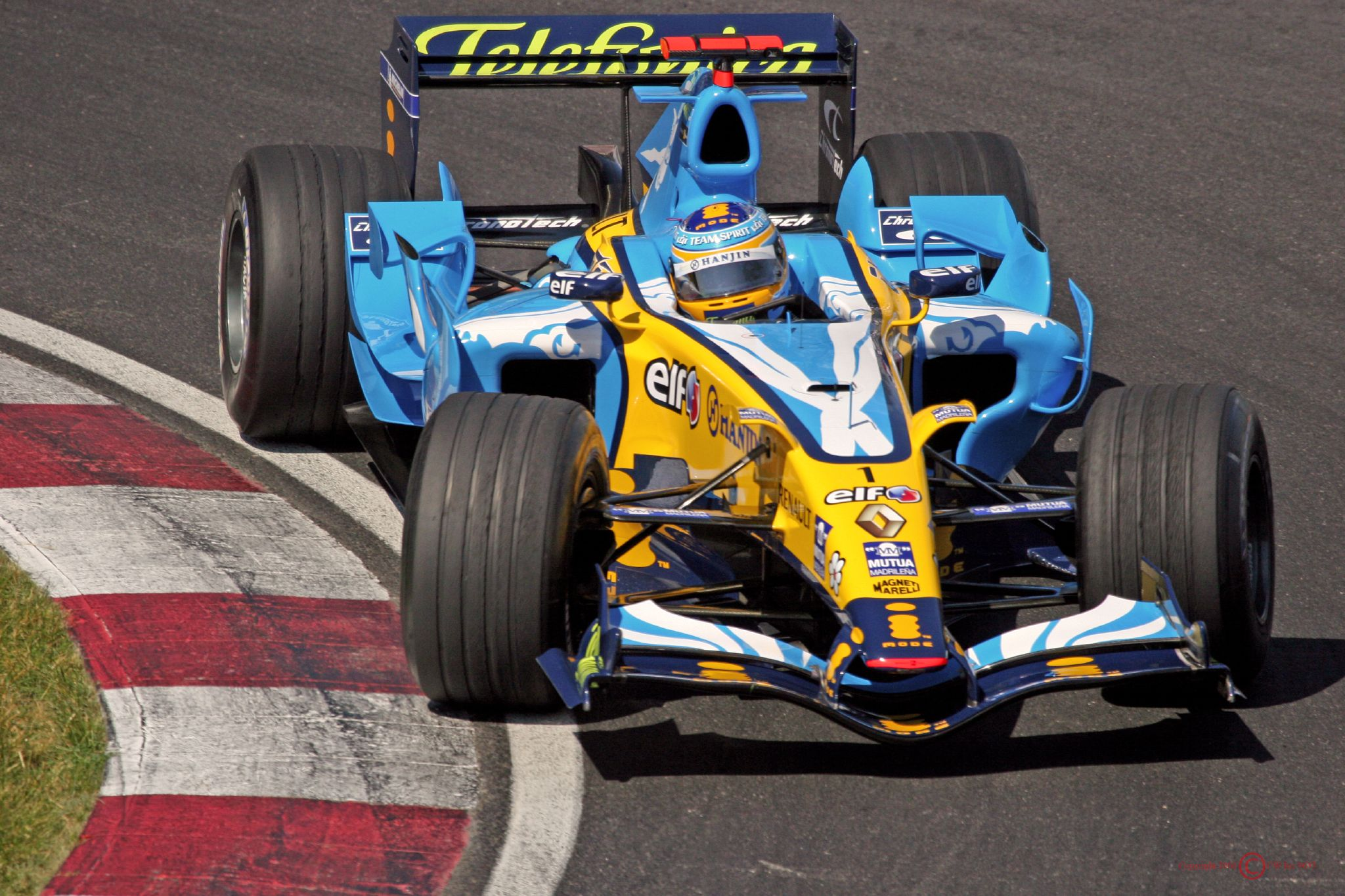
2006年度のチャンピオンマシンのルノーR26

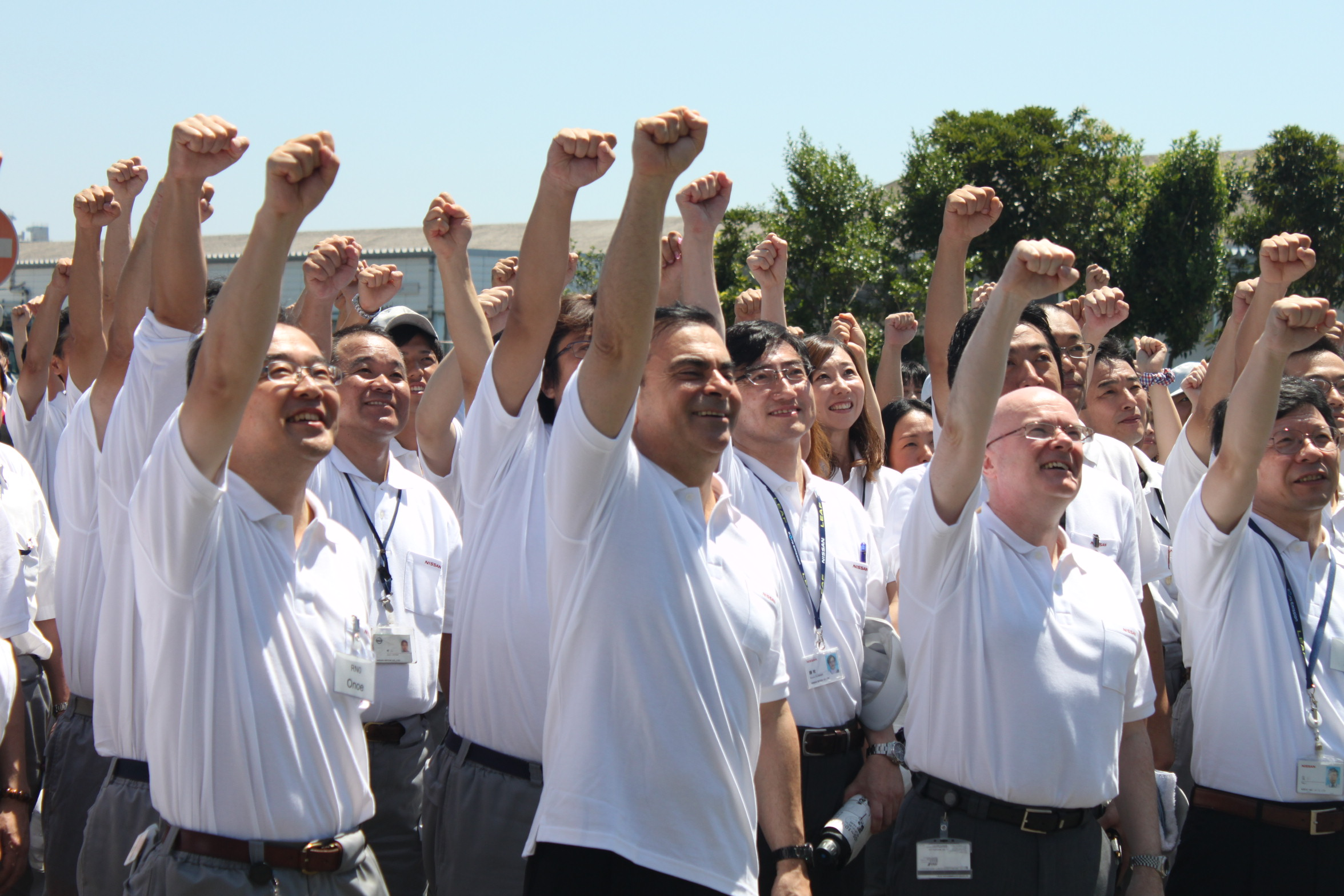
本牧埠頭を視察するゴーン（2011年7月）

経営陣のトップであるが自らハンドルを握って運転する事を好む。この事はゴーンが立場を越えてルノーや日産自動車の車種に限定されず、自動車の運転に好意的な事を示した過去の報道からも明らかである。この事は、ゴーン体制下の日産自動車が、2002年の排ガス規制で生産終了が決定していたスカイラインGT-Rの後継車種である日産・GT-Rや、フェアレディZを復活させた大きな要因である（両車ともゴーン自らゴーサインを出し、自ら発表している）。元々スポーツカーが好きであり、北米ミシュランに勤務していた際の愛車がフェアレディZ32であった事も要因と言われている。フェアレディZ33発表時には、かねてよりZファンだったことを公言しており、フェアレディZの復活を誰よりも喜んでいたという。一方で、ZやGTRとは対極に位置するオフロード4WDのパトロールの開発にも関与したことを述べている。『日経スペシャル カンブリア宮殿』に出演した際に、「ハンドルを握って5分も運転すれば、どんな嫌なことも吹き飛ぶ。車以外にこんな製品がありますか？」と発言している。
しかしながら、日産自動車のセドリック/グロリア、サニーといった伝統的な車名を次々に廃止したことに対しては、ゴーン自身は車名が体現する伝統の大事さを訴え、販売部署が望んだブランド名変更に最後まで反対だったという。一方、日産が長年参戦してきたル・マン24時間レースからの完全撤退など、モータースポーツに関しては比較的否定的な立場であり、ルノーF1チームが2005年と2006年の2年連続で世界チャンピオンに輝いたにもかかわらず、同チームの継続的な参戦にはブランドイメージ形成や予算の面から懐疑的だと伝えられている。ただしF1チームの中では予算が少ないと言われているルノーでも、年間予算は100億円を優に超える（ただし、SUPER GTに関しては例外中の例外であり、近年ではGT-RによるFIA GT選手権への参戦も果たしている）。
就任1年目の1999年夏に第70回都市対抗野球を視察に訪れた際、スタンドの応援団と観客の盛り上がりに感銘を受け、その直後に記者会見を開いて当時存廃問題が取りざたされていた野球部の存続を明言し、「都市対抗野球こそが日本の企業文化の象徴である」とまで公言した。しかしながら、2009年には金融危機による不況により、日産はゴーン体制初の営業赤字に転落し、その対策として、グローバル人員を2万人削減すると同時に、野球部を含む運動部の休止が発表された。

レバノンに逃亡後も日産車に乗っている。車種は日産・パトロール。

## 受章・栄典

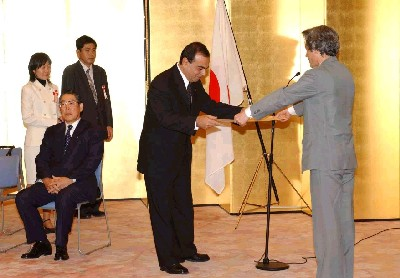
2002年10月16日、総理大臣官邸にて内閣総理大臣小泉純一郎（右）から「企業改革経営者内閣総理大臣表彰」を授与された

2001年にベスト・ファーザー イエローリボン賞（経済部門）を受賞。
2002年にフランス政府から、レジョンドヌール勲章（シュヴァリエ）を授与された。
2004年に外国人経営者として初めて藍綬褒章を受章した。同年、法政大学名誉博士になっている。2005年には早稲田大学からも名誉博士号を授与されている。極度の経営不振と経済的危機の状態にあった日産自動車を立て直したということで、他社の社外取締役に招聘されたり、大学の委員なども務めた。更には2002年に「企業改革経営者内閣総理大臣表彰」 を受けている。また、自らコマーシャルに出演するなど、マスメディアにも積極的に登場。ビッグコミックスペリオールに「カルロス・ゴーン物語 ―企業再生の答がここにある!!―」 が掲載されるなど、広く知られる存在となっている。

2006年に、KBE（大英帝国勲章・ナイトコマンダー）を授与された。

## テレビ出演
- 日経スペシャル ガイアの夜明け ゴーン改革最終章 〜DNAを受け継ぐ人たち〜（2005年3月1日、テレビ東京）[135]。
- 日経スペシャル カンブリア宮殿 「ゴーン神話は終わらない ～日産自動車 次世代への挑戦～」（2009年1月5日、テレビ東京）- 出演時、日産自動車社長 [136]。

## 書籍

### 著書
- 『ルネッサンス 再生への挑戦』（訳者:中川治子）（2001年10月25日、ダイヤモンド社）ISBN 9784478321003
- 『カルロス・ゴーンの「答えは会社のなかにある」 会社を変えたリーダーの再生と復活の語録』（編者:小宮和行）（2001年12月15日、あさ出版）ISBN 9784900699878
  - 『カルロス・ゴーンの「答えは会社のなかにある」』（編者:小宮和行）（2008年2月18日、PHP研究所 PHP文庫）ISBN 9784569669892
- 『カルロス・ゴーン 経営を語る』（著者:カルロス・ゴーン フィリップ・リエス、訳者:高野優）（2003年9月8日、日本経済新聞社）ISBN 9784532310851
  - 『カルロス・ゴーン 経営を語る』（著者:カルロス・ゴーン フィリップ・リエス、訳者:高野優）（2005年12月3日、日本経済新聞社 日経ビジネス人文庫）ISBN 9784532193300
- 『プロ論。』（著者:カルロスゴーン 木村剛 成毛真 ほか全50名、編集:B -ing編集部）（2004年12月17日、徳間書店）ISBN 9784198619619
- 『ゴーン・テキスト ビジネスの教科書』（2006年12月7日、文藝春秋）ISBN 9784163686707
- 『ゴーン道場』（2008年11月13日、朝日新聞出版 朝日新書）ISBN 9784022732439
- 『カルロス・ゴーン リーダーシップ論 カリスマが明かす企業飛躍のメソッド』（2013年11月21日、日経BP社）ISBN 9784822274351
- 『カルロス・ゴーン 国境、組織、すべての枠を超える生き方 私の履歴書』（2018年3月27日、日本経済新聞出版社）ISBN 9784532322083
- 『世界で勝てない日本企業 壊れた同盟』（著者:カルロス・ゴーン フィリップ・リエス、訳者:広野和美 小金輝彦）（2021年12月8日、幻冬舎）ISBN 9784344037830